# Euphaedra nigrobasalis
Euphaedra nigrobasalis is een vlinder uit de onderfamilie Limenitidinae van de familie Nymphalidae. De wetenschappelijke naam van de soort is voor het eerst geldig gepubliceerd door James John Joicey & George Talbot.